# リヒャルト・Z・クルスペ
リヒャルト・Z・クルスペ（Richard Zven(Sven) Kruspe、1967年6月24日 - ）は、ドイツのミュージシャン。ラムシュタインのギタリスト、エミグレイトのリーダー。シュヴェリーン出身。身長187cm。

## 概要・略歴
1967年生まれ。母親の離婚と再婚により、ヴィッテンベルゲからシュヴェリーンに移住。再婚相手の父親からは虐待を受けており、しばしば夜に家を出ている生活を送っていた。
11歳から17歳にかけてレスリングをやっていた。
1987年、「Das Elegante Chaos」結成。1989年に解散。
1988年に東ベルリン・プレンツラウアー・ベルクに移住。
1989年10月10日に行われた政権デモに参加し、逮捕され、6日間刑務所に拘留された。釈放の2日後に友人とともにチェコスロバキア、ハンガリー、オーストリアを経由し、西ベルリンへ亡命。翌月9日のベルリンの壁崩壊後、シュヴェリーンに戻り、その際にティル・リンデマンと出会う。
1991年頃に「Orgasm Death Gimmick」結成。1993年に解散。
1993年、Tempelprayers結成。翌年にグループ名をラムシュタインに変更。
1999年、俳優のキャロン・バーンスタインと結婚し、2001年にアメリカ・ニューヨークに移住。"Richard Kruspe-Bernstein"と名乗っていた。
2004年にキャロンと離婚。完全な絶縁というわけではなく、2021年のエミグレイトの楽曲「Rage」ではともに作詞も行っている。
この時からラムシュタインとの方向性に違和感を抱き、独自のバンドであるエミグレイト結成計画を立てる。翌年にエミグレイト結成。
2011年、ベルリンに戻る。
ライブ・ツアー重視のラムシュタインとは違い、エミグレイトはスタジオ・アルバムを重視し、ライブ・ツアーを一切行わない。
メディア出演も頻繁に行っており、アメリカのオンラインマガジン会社Loudwireの公式Youtubeでは英語版Wikipediaの情報が正しいかをチェックする様子も見られる。このインタビューの中で、幼少期から誰もが望めば名前を変えることができるべきだという思想の持ち主であり、リヒャルトという名前はこの思想のために改名したと語った。

## 使用機材
2005年からイーエスピーのエレクトリックギターを使用。複数のシグネイチャーモデルが製作・販売されている。

## ディスコグラフィ

### Das Elegante Chaos
- 2011年 Lyrik

### First Arsch（英語版）
- 1992年 Saddle Up

### エミグレイト（英語版）
- 2007年 Emigrate（英語版）
- 2014年 Silent So Long（英語版）
- 2018年 A Million Degrees（英語版）
- 2021年 The Persistence of Memory（英語版）

### コラボレーション
- 2003年 Schtiel - アリアの曲「凪」のカバー。ティル・リンデマンとの共作。
- 2007年 Helden（英語版）  - デヴィッド・ボウイの曲「ヒーローズ」のカバー。アポカリプティカとの共作。歌唱はティル。
- 2015年 MOVE IT - 布袋寅泰[注釈 1]との共作。
- 2017年 RISE OR DIE - VAMPSとの共作。
- 2019年 Gods and Gold - Aesthetic Perfection（英語版）との共作。
- 2022年 Come Together - ビートルズの曲「カム・トゥゲザー」のカバー。ウクライナ支援の一環として、"Lifeline International"に参加している。Bandcampにチャリティー・シングルとして公開され、収益はUNICEFを通し、ウクライナの人道支援プロジェクトへ全額寄付される。[3][4]